# Circle in the Square Theatre
Le Circle in the Square Theatre (littéralement, « Théâtre du cercle dans le carré ») est un théâtre indépendant de Broadway situé à Manhattan (au 235 West 50th Street), dans l'immeuble du Paramount Plaza (avec le Gershwin Theatre).
L’immeuble abrite aussi une école de théâtre, la Circle in the Square Theatre School, seul conservatoire accrédité associé à un théâtre de Broadway, qui propose un programme d'entraînement sur deux ans.

## Anciens élèves
- Vincent van der Valk